# Brattingen
Brattingen är en kulle i Antarktis. Den ligger i Östantarktis. Norge gör anspråk på området. Toppen på Brattingen är 2 546 meter över havet.
Terrängen runt Brattingen är kuperad åt sydväst, men åt nordost är den bergig. Trakten är obefolkad. Det finns inga samhällen i närheten. 